# Dubrovačka kolenda
Dubrovačka kolenda stari je običaj čestitanja nadolazećega Božića i Nove godine koji se njeguje u Dubrovniku i okolici. Odvija se dva dana u godini: na Badnjak (24. prosinca) i na Silvestrovo (31. prosinca). Kolendari (najčešće djeca i mladi) obilaze ulice, kuće i stanove pjevajući tradicionalnu pjesmu kolende kojom čestitaju nadolazeće blagdane. Kolendavanje se često odvija u pratnji glazbenih instrumenata poput gitara i harmonika. Zauzvrat, kolendari budu nagrađeni novcem, slatkišima ili voćem. 
Dubrovačka kolenda proglašena je zaštićenim nematerijalnim kulturnim dobrom i time je upisana u Registar kulturnih dobara Republike Hrvatske 2021. godine.

## Povijest
Povijest kolendavanja seže daleko u prošlost, a najstariji pisani tragovi se mogu pronaći u 13. stoljeću unutar Statuta Dubrovačke Republike iz 1272. godine. U tim zapisima spominje se badnjak koji su pomorci unosili u Knežev dvor te ga polagali na vatru čestitajući knezu pjesmom. Knez ih je za pjesmu nagrađivao. U Statutu se spominju i novogodišnji čestitari, obično mesari, mlinari i ribari koji su također čestitali knezu te pomorski kapetani i mornari koji su čestitke upućivali dubrovačkom nadbiskupu. Ne postoji pisani trag jesu li su oni u tim prigodama pjevali, ali u tome se ipak mogu prepoznati elementi kasnijih kolenda.

Kolende se prema istom izvoru spominju i 1706. godine. Tada je nadbiskup dubrovački zabranio svim crkvenim osobama da po gradskim ulicama izvode popijevke u puku znane kao kolende. Godine 1744. dominikanac Serafin Crijević zabilježio je sljedeće: 
 Na prijelazu u 19. stoljeće kolendari su uoči dana pojedinih svetaca te Božića, Nove godine ili Sveta tri kralja pjevali kolende na ulicama i pred vratima prijatelja ili rodbine. Grupe kolendara obično su pjevale cijelu noć, a domaćini su ih častili suhim smokvama, narančama, rogačima, raznim slasticama, sokovima, vinom, rakijom, a u novije vrijeme i novcem.

## Kolendavanje danas
Običaj kolendavanja očuvan je u Dubrovniku i okolici do danas, a kolenda se pjeva u noći Badnjaka i Stare godine. Današnje kolendavanje očuvano je u promijenjenom obliku, često su to djeca, no i grupe odraslih kolendara na Stradunu i gradskim ulicama svojim sugrađanima i gostima čestitaju blagdane.
U vremenu osnivanja gradskoga zbora Libertas voditelj Ivo Dražinić osamdesetih godina započinje s kolendavanjem po Stradunu s harmonikom i gitarom. Ipak, i prije toga mladi Dubrovčani okupljali su se na Badnjak. Svaka skupina ima svoju kolendarsku rutu, a redovito se na njoj nalaze i Biskupska palača, Opća bolnica Dubrovnik na Medarevu, ulazi u Grad, Pile, samostan Male braće i drugo. U kolendavanju danas sudjeluju Gradska glazba Dubrovnik, Folklorni ansambl Linđo i Mješoviti zbor Libertas.

## Tekst kolende
Sami tekst kolende varira od područja do područja. Jedna od starijih inačica dubrovačke kolende glasi:
| »                                                  | Dobar večer, ko j' u kući, pomogo vam svemogući. Ođe, ođe, na zdravlje van Badnja veče dođe. Došli smo vam kolendati, badnju veče čestitati. Mi smo došli s vrh Konala u karoci od gospara. Otvarajte škafetine, dajte nama beškotine. Dajte nama bar rogača, da nam grla budu jača. Ne bojte se da smo pijani jer je Vlaho Sveti s nami. Neće gospođa neharna biti, kolendarima ne udjeliti. Oj, djevojko s vrh fumara, nemoj rijet da ni gospara. Ispred kuće bor zeleni, a u kući gospar sjedi. (Ispred kuće drvo loza, u kući gospođa koza.) A sad mi vas Bog veselio, čestito vam Badnje veče, da se veselite Zdravlje i veselje i duhovno spasenje. Amen. | « |
| "Pjesme, priče, fantastika" - Maja Bošković-Stulli | |   |

Stihovi Ispred kuće drvo loza, a u kući gospođa koza bili su pošalica, a pjevali su se jedino u slučaju da domaćin ili domaćica ne otvore vrata i ne počaste kolendare.

Danas je u širokoj upotrebi novija inačica koja glasi:
| » | Dobra večer mi kucamo Badnju večer čestitamo došli smo vam kolendati vašem dvoru hvale dati. Ođe, ođe nazdravlje vam Badnja večer dođe. Visoki su ovi dvori, a u njima zlatni tori. u torima golubica naša vrijedna domaćica. Gosparu će ona rijeti da mi nijesmo baš prokleti da smo pravi koledari dubrovački leri stari. Otvarajte škafetine dajte nama beškotine dajte nama šaku rogača da nam srca budu jača. Gospara našega prid dvore, pjevajmo braćo do zore. | « |
|   | |   |

## Vanjske poveznice
- Obradović Mojaš, Jelena: Stoljeća dubrovačkog kolendavanja Vijenac, 2021.